# Helia frontalis
Helia frontalis là một loài bướm đêm trong họ Erebidae.